# Archibald Montgomery Low
Pour les articles homonymes, voir Montgomery et Low.
Archibald Montgomery Low (17 octobre 1888-13 septembre 1956) est un ingénieur-conseil britannique, physicien de recherche et inventeur, et auteur de plus de 40 livres, qui développe le premier drone propulsé au monde.

## Biographie
Low est qualifié de « père des systèmes de radioguidage » en raison de son travail de pionnier sur les avions, les torpilles et les fusées guidées. En 1916, il développe un avion cible pilotable par télégraphie sans fil nommé l’Aerial Target.
Il est également un pionnier dans de nombreux domaines, ouvrant souvent la voie à d'autres, mais son manque de discipline l'empêche de mener un projet à terme, étant facilement distrait par de nouvelles idées. Sans cette incapacité à voir les choses à une conclusion, Low aurait bien pu être considéré comme l'un des grands hommes de la science. Beaucoup de ses contemporains scientifiques ne l'aimaient pas, en partie à cause de son utilisation du titre de « professeur », ce qu'il n'avait pas le droit de faire car il n'occupait pas de chaire universtaire.
Archibald M. Low travaille sur l'invention de la télévision avant la Première Guerre mondiale et favorisait son développement dans les années 1920.